# Benedek Oláh
Benedek Oláh (Kalajoki, 1991) is een Finse tafeltennisspeler die in Nederland heeft gespeeld voor het Zoetermeerse Taverzo.

## Carrière
Benedek Oláh begon in 2000 met tafeltennissen en kwam in 2006 in het Finse nationale team. In dat jaar nam hij op 15-jarige leeftijd voor het eerst deel aan de wereldkampioenschappen en tot op heden (stand 2020) heeft hij aan alle WK's daarna deelgenomen. Sinds 2008 heeft hij meer dan 15 titels gewonnen bij de Finse kampioenschappen in het enkelspel en het heren- en mixed-dubbel.
In april 2016 versloeg hij bij het kwalificatietoernooi voor de Olympische spelen 2016 meerdere favoriete spelers, waaronder Andrej Gaćina die meer dan 100 plaatsen boven hem op positie 19 op de wereldranglijst stond. Als gevolg hiervan verbeterde hij zijn eigen positie ook met meer dan 50 plaatsen. Hierdoor steeg hij in mei van dat jaar naar de 74e plaats en bereikte daarmee voor het eerst de Top 100 van de wereldranglijst. Het verschil met de tweede Finse speler was meer dan 400 plaatsen. Hij kwalificeerde zich hierdoor ook als eerste Finse tafeltennisser voor de Olympische Spelen, waarbij hij Chen Feng uit Singapore versloeg en vervolgens zijn meerdere moest erkennen in de Deen Jonathan Groth. In mei won hij ook, als eerste Finse speler, de Nigeria Open, een van de World Tour toernooien. Bij het Europees Kampioenschap 2016 was hij als 32e geplaatst en bereikte hij verrassend de kwartfinale waarin hij verloor van Timo Boll. In de mixed-dubbel bereikte hij met Georgina Póta de laatste acht.

## Verenigingen
- 2013/14:   DT Huechtert/Folscht
- 2014/15:   Enjoy & Deploy Taverzo
- sinds 2017:   Jura Morez TT

## Prestaties
Zoals vermeld in de ITTF-database
| Toernooi               | Jaar | Plaats         | Land        | Enkelspel    | Herendubbel | Mixed dubbel | Team |
| ---------------------- | ---- | -------------- | ----------- | ------------ | ----------- | ------------ | ---- |
| Europees Kampioenschap | 2018 | Alicante       | Spanje      | laatste 32   | laatste 32  |              |      |
| Europees Kampioenschap | 2017 | Luxemburg      | Luxemburg   |              |             |              | 26   |
| Europees Kampioenschap | 2016 | Boedapest      | Hongarije   | Kwartfinale  | laatste 32  | Kwartfinale  |      |
| Europees Kampioenschap | 2015 | Jekaterinaburg | Rusland     | laatste 64   |             |              | 28   |
| Europees Kampioenschap | 2014 | Lissabon       | Portugal    |              |             |              | 29   |
| Europees Kampioenschap | 2013 | Schwechat      | Oostenrijk  | qual.        | qual.       |              | 29   |
| Europees Kampioenschap | 2012 | Herning        | Denemarken  | qual.        | qual.       |              |      |
| Europese Spelen        | 2019 | Minsk          | Wit-Rusland | laatste 32   |             |              |      |
| Olympische Spelen      | 2016 | Rio de Janeiro | Brazilië    | laatste 64   |             |              |      |
| ITTF Challenge Series  | 2020 | Granada        | Spanje      | halve finale | laatste 16  |              |      |
| ITTF World Tour        | 2016 | Lagos          | Nigeria     | goud         |             |              |      |
| Wereldkampioenschap    | 2019 | Boedapest      | Hongarije   | laatste 64   | laatste 16  | qual.        |      |
| Wereldkampioenschap    | 2018 | Halmstad       | Zweden      |              |             |              | 53   |
| Wereldkampioenschap    | 2017 | Düsseldorf     | Duitsland   | laatste 64   | laatste 64  | laatste 32   |      |
| Wereldkampioenschap    | 2016 | Kuala Lumpur   | Maleisië    |              |             |              | 53   |
| Wereldkampioenschap    | 2015 | Suzhou         | China       | laatste 64   | laatste 64  | laatste 128  |      |
| Wereldkampioenschap    | 2014 | Tokio          | Japan       |              |             |              | 59   |
| Wereldkampioenschap    | 2013 | Parijs         | Frankrijk   | qual.        | qual.       | qual.        |      |
| Wereldkampioenschap    | 2012 | Dortmund       | Duitsland   |              |             |              | 45   |
| Wereldkampioenschap    | 2011 | Rotterdam      | Nederland   | qual.        | qual.       | laatste 128  |      |
| Wereldkampioenschap    | 2010 | Moskou         | Rusland     |              |             |              | 49   |
| Wereldkampioenschap    | 2009 | Yokohama       | Japan       | qual.        |             | qual.        |      |
| Wereldkampioenschap    | 2008 | Guangzhou      | China       |              |             |              | 54   |
| Wereldkampioenschap    | 2007 | Zagreb         | Kroatië     | qual.        | qual.       |              |      |
| Wereldkampioenschap    | 2006 | Bremen         | Duitsland   |              |             |              | 47   |

In 2015 werd hij met het team van Enjoy & Deploy Taverzo landskampioen van Nederland.